# ヤブロノヴイ山脈

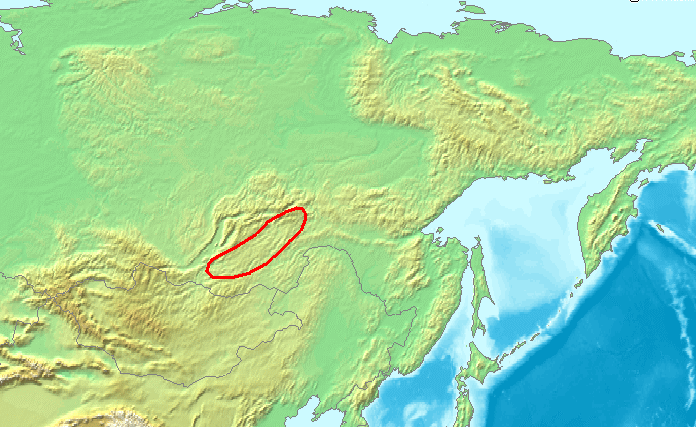
ヤブロノヴイ山脈の位置

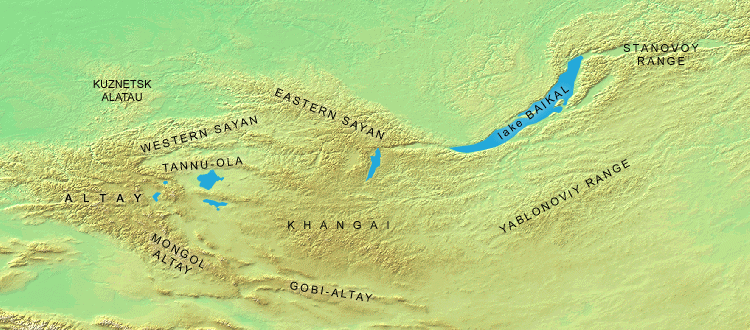
ロシア、カザフスタン、モンゴルから中国にかけての山岳

ヤブロノヴイ山脈（ヤブロノイ山脈、Яблоновый хребет, Yablonoi Mountains, Yablonovyy Mountains）は、ロシアのシベリア南部にある山脈。モンゴルの国境付近の高原から北東方向に1,000kmにわたり延びており、バイカル湖よりちょうど400kmから500km東に当たる。ヤブロノヴイ山脈は東西に延びるスタノヴォイ高地に合わさり、その東はオホーツク海へ向かうスタノヴォイ山脈につながる。
ヤブロノヴイ山脈の北西は、レナ川水系のヴィティム川や、エニセイ川水系のバイカル湖へ向かう川など北極海へ向かう水系が走る。山脈の東はシルカ川など太平洋へ向かうアムール川水系が走り、北東にはレナ川水系のオリョークマ川が発しスタノヴォイ高地とスタノヴォイ山脈の間を流れる。山々は高くも大きくもないが、細く長く続いている。最高峰はソホンド山（Sokhondo、標高2,500m）。
山脈沿いは人里離れた人口密度の著しく低い地域で、集落のほとんどは鉱山付近に展開する。主にスズが採掘される。山脈の東のチタと西のウラン・ウデをつなぐシベリア鉄道はこの山脈に沿って走っており、トンネルで山脈を越える。